# Guglielmo Sanguinetti
Guglielmo Sanguinetti (Parma, 20 gennaio 1894 – San Giovanni Rotondo, 6 settembre 1954) è stato un medico italiano, uno dei principali collaboratori di Padre Pio nell'edificazione della Casa Sollievo della Sofferenza, ospedale che si erge nella cittadina garganica di San Giovanni Rotondo.
È stato il primo Direttore Responsabile della rivista mensile "La Casa Sollievo della Sofferenza", organo ufficiale dei Gruppi di Preghiera e dell'Opera di San Pio da Pietrelcina.

## Biografia

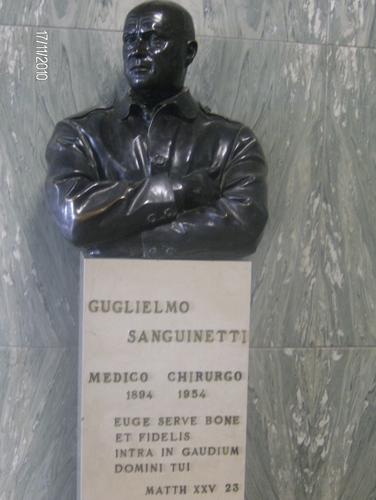
Il busto di Guglielmo Sanguinetti, opera dello scultore Antonio Berti.

Nasce a Parma il 20 gennaio 1894. In giovane età si trasferisce a Roma dove respira un'aria di anticlericalismo che era molto diffuso in alcuni ceti sociali della borghesia romana. Studia dapprima al liceo Torquato Tasso, dove conosce la futura moglie Emilia Spilmann, che sposerà a Firenze nel 1919, a guerra finita. Per quattro anni ha combattuto, tra il Cadore e l'Altopiano di Asiago, con i fanti della Brigata Pinerolo, guadagnandosi anche un paio di decorazioni. Si laurea in Medicina all'università La Sapienza. Per 15 anni lavora come medico condotto a Borgo San Lorenzo, nel Mugello. Spinto dal forte desiderio della moglie di conoscere Padre Pio da Pietrelcina, nel 1935 si reca a San Giovanni Rotondo, sul Gargano. Qui entra in contatto con il frate cappuccino che trasforma completamente la sua vita. Tornato in Toscana, collabora con la Confraternita di Misericordia di Borgo San Lorenzo nell'intento di alleviare ancor più l'umana sofferenza e, in breve tempo è nominato Capo di Guardia Onorario. Dal 1942 è chiamato a far parte del Magistrato, un Consiglio di Amministrazione composto da 12 confratelli eletti, a seconda del grado di appartenenza, dal Corpo Generale, cioè da tutti gli iscritti della Misericordia borghigiana, al fine di occuparsi e accudire gli indigenti. Dal 1944 al 1949 ricopre la carica di Presidente della Misericordia di Borgo San Lorenzo. A partire dal 1941 Sanguinetti si impegna nella ricerca di persone disponibili a donare il sangue per le necessità dell'ex-ospedale di Luco nel Mugello. Riesce a trovare una decina di fratelli e sorelle con cui fonda il primo Gruppo donatori di sangue a Borgo San Lorenzo. Quest'opera diventa fondamentale quando, in seguito alle prime incursioni aeree della Seconda Guerra Mondiale, numerosi feriti, che versavano in condizioni gravi a causa delle emorragie, hanno salva la vita grazie all'intervento del gruppo di donatori denominato successivamente Fratres.

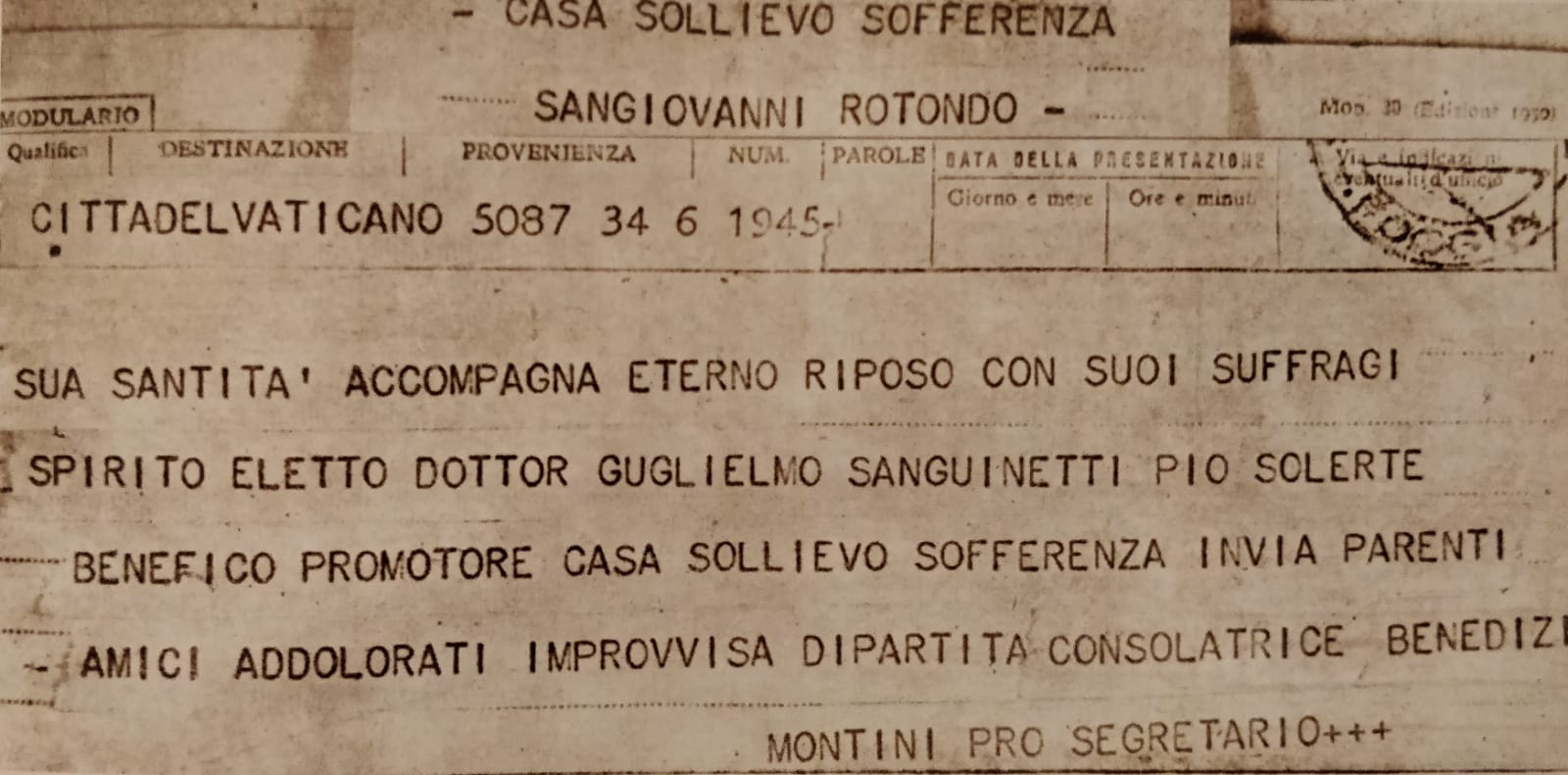
Il telegramma del Cardinale Giovanni Battista Montini, futuro Paolo VI, scritto come cordoglio dal Papa Pio XII il giorno della morte di Sanguinetti.

Terminato il conflitto mondiale, nel novembre 1946 Sanguinetti decide di abbandonare definitivamente il Mugello per aiutare Padre Pio nella fondazione della Casa Sollievo della Sofferenza. L'opera è da lui seguita dal primo colpo di piccone del 16 aprile 1947 fino all'apertura del Poliambulatorio, il 26 luglio 1954. Sanguinetti muore alle 4:40 del mattino del 6 settembre 1954.
Nel secondo anniversario della morte, la Misericordia di Borgo San Lorenzo, organizza un autobus di fratelli e sorelle guidati dal Pievano Monsignor Gino Bonanni e dal Provveditore Agostino Rossi per portare a San Giovanni Rotondo il busto del dottor Sanguinetti, opera dello scultore mugellano Antonio Berti.

## L'incontro con Padre Pio
Quando per la prima volta la moglie Emilia dimostra il desiderio di incontrare il futuro San Pio, Sanguinetti non è d'accordo, poiché ritiene che un bravo medico deve credere nella scienza positiva e non nel soprannaturale. In seguito si convince per amore della moglie, affermando:

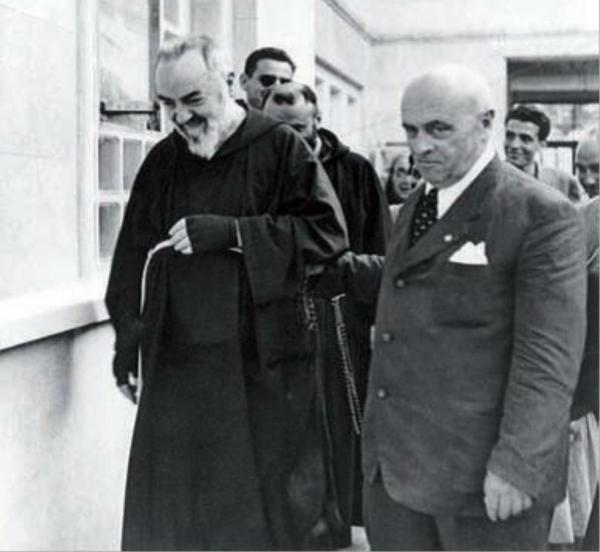
Guglielmo Sanguinetti con Padre Pio nei corridoi dell'ospedale Casa Sollievo della Sofferenza.

Il 27 maggio del 1935 il medico parmigiano giunge a San Giovanni Rotondo e la stessa sera incontra Padre Pio, confessandosi da lui. Sanguinetti scrive dopo l'incontro: 
Il dottore attraversa un periodo di crisi e di tormenti personali, materiali e spirituali, ma l'incontro con Padre Pio lo scuote profondamente avviandolo alla conversione. Il suo agire divenne, forse senza rendersene conto, gradualmente rivolto a Cristo. Le qualità in lui già presenti, come l'intraprendenza e la profondità umana che lo portavano già nei primi anni di lavoro nel Mugello ad aiutare gli ultimi e i bisognosi, vengono ora messe maggiormente in luce. La sua vita inizia sempre più a dividersi tra Borgo San Lorenzo e il paese garganico fino a quando Padre Pio invita Sanguinetti a stabilirsi definitivamente in Puglia con le parole:

## La costruzione della Casa Sollievo della Sofferenza
Terminata la Seconda Guerra Mondiale Sanguinetti decide di trasferirsi definitivamente a San Giovanni Rotondo per aiutare Padre Pio nella costruzione dell'ospedale Casa Sollievo della Sofferenza. Negli anni precedenti al suo trasferimento, il dottore passava sempre meno tempo a Borgo San Lorenzo, in quanto l'idea del nuovo ospedale nella cittadina garganica cominciava a diventare realtà. Per sette anni e mezzo, il medico parmigiano segue il nascere della “Casa Sollievo della Sofferenza”, dal primo colpo di piccone vibrato il 16 aprile 1947 sulla nuda montagna, fino all'apertura del Poliambulatorio del 26 luglio del 1954. Quale Consigliere Delegato della Società Immobiliare “Casa Sollievo della Sofferenza” costituita per l’erigendo omonimo ospedale egli ha previsto e realizzato la costruzione muraria dell’edificio, gli acquisti delle apparecchiature scientifiche, il rimboschimento della montagna circostante l’ospedale finanche l’apertura di una fattoria per assicurare alimenti sani agli ammalati.
Sanguinetti abbracciava settori del sapere agli antipodi gli uni dagli altri, passando da un consulto medico ad un colloquio di natura commerciale o a conversazioni confidenziali con i visitatori che giungevano a San Giovanni Rotondo con i loro drammi spirituali e fisici.
Egli vedeva la "Casa Sollievo della Sofferenza" come:
Nella sua visione l'ospedale doveva essere sostenuto dai Gruppi di Preghiera da lui ritenuti il fondamento più bello e più possente sul quale esso poteva essere edificato. Durante la costruzione era possibile incontrarlo in qualità di medico e capocantiere, autista e direttore generale e responsabile della Rivista “La Casa Sollievo della Sofferenza”. Durante la costruzione la sua devozione e la sua fede lo portavano a definire sé stesso e i suoi collaboratori formiche di san Francesco. In quegli anni scrisse:
Sanguinetti avrà la soddisfazione di inaugurare il Poliambulatorio, ma non poté vedere terminata la Casa Sollievo in funzione di ricovero ospedaliero poiché morì nel settembre 1954.

## L'apertura del Poliambulatorio della Casa Sollievo della Sofferenza
Il 26 luglio del 1954, alle ore 12 circa, ha inizio l'attività del primo Poliambulatorio della Casa Sollievo della Sofferenza. Non vi è stata nessuna cerimonia. "Ordinaria Amministrazione", ha intitolato Guglielmo Sanguinetti, direttore della Rivista e della Clinica, l'articolo che annunzia l'avvenimento: 
Il riferimento era in particolare ai benefattori della Casa, a cominciare dalla economista inglese Barbara Ward, che si era adoperata per far giungere un importante finanziamento dall'UNRRA.
Facevano parte del Poliambulatorio il Pronto Soccorso con relativa sala d’attesa, un Laboratorio d’indagini cliniche, il gabinetto di Medicina Generale e i servizi ambulatoriali di Otorinolaringoiatria e Odontoiatra oltre al gabinetto Pediatrico. Del Laboratorio Analisi faceva parte anche la Banca del Sangue, ufficialmente entrata in funzione il successivo 5 novembre e affidata con la morte di Sanguinetti al dottor Luigi Pancaro, un chirurgo di origine italo-canadese, il primo medico ad essere assunto da Casa Sollievo della Sofferenza. Quel giorno, sette operai della miniera di bauxite “Montecatini” di San Giovanni Rotondo donavano il sangue per salvare la vita di un loro collega vittima di un incidente sul lavoro. Quei sette operai sono stati i primi donatori della Banca del Sangue voluta da Padre Pio. Quel giorno come primo atto è stato determinato il gruppo sanguigno degli operai e tutto è avvenuto senza ch'essi cacciassero una lira. Già allora in Casa Sollievo la determinazione del gruppo sanguigno era aperta a tutti e a titolo gratuito, così come libera e gratuita era la donazione di sangue.
La Casa Sollievo è cresciuta nel tempo, grazie all’impegno di Padre Pio e dei tanti - a cominciare dal dottor Guglielmo Sanguinetti - che lo hanno aiutato a realizzare la sua idea. Oggi l'Ospedale è un’importante realtà italiana e internazionale che opera nel settore dell’assistenza sanitaria, della ricerca scientifica e della formazione, con lo scopo di promuovere e tutelare l’integrità della persona secondo i principi della carità cristiana e della morale cattolica.

## I Gruppi di Preghiera di Padre Pio
Il primo Statuto dei Gruppi di Preghiera di Padre Pio fu redatto dal dottor Guglielmo Sanguinetti all’inizio del 1951 e pubblicato sul numero di Febbraio 1951 della rivista La Casa Sollievo della Sofferenza col titolo "Gruppi di Preghiera (Direttive)".
Lo Statuto era frutto delle conversazioni quotidiane che Sanguinetti aveva in Convento con Padre Pio, dei suoi insegnamenti, della sua spiritualità.
Oltre a Padre Pio, questo testo venne fatto vedere al superiore del Convento dei Cappuccini, padre Agostino da San Marco in Lamis, al quale Sanguinetti era ricorso per una revisione ecclesiastica, in considerazione del fatto che padre Agostino era molto vicino a Padre Pio essendo suo confessore.
Fino ad allora i Gruppi di Preghiera, man mano che si costituivano in Italia come nel resto del mondo, venivano semplicemente elencati nel bollettino mensile della Casa Sollievo e lo stesso Sanguinetti, come direttore responsabile, divulgava ogni loro iniziativa riportando i contenuti della corrispondenza che sempre più abbondante giungeva a San Giovanni Rotondo.
Ed è per questo motivo che verso la fine di quello stesso anno, Sanguinetti diede vita, in collaborazione con persone esperte di organizzazione e di lavoro di ufficio, ad una Segreteria dell'Opera che comprendeva il neonato Centro Internazionale dei Gruppi di Preghiera di Padre Pio. Si creò così per ogni Gruppo un fascicolo nel quale veniva raccolto il relativo carteggio.
Il dottor Sanguinetti conservò la direzione dei Gruppi, guidandoli, istruendoli, disciplinandoli e anche ammonendoli, dando loro un regolamento sempre più particolareggiato, ideologico e organizzativo, sulla base dei colloqui che aveva con Padre Pio e degli sviluppi concreti dell'attività spontanea dei Gruppi stessi. Vigilava con rigore affinché i Gruppi di Preghiera non deviassero dalle linee stabilite e non esitava a mandare lettere ferme e autorevoli perché rimanessero puri, così come Padre Pio li aveva voluti: mezzo di miglioramento interiore e di esercizio della carità reciproca, fondato sulla preghiera in comune.
Quegli stessi figli spirituali che si riunivano nei Gruppi alimentavano l'Opera che sorgeva, con l'aiuto concreto di molti simpatizzanti di Padre Pio. Era lo stesso padre Fondatore ad incoraggiare la carità verso la sua Casa, che lui chiamava "pupilla dei suoi occhi". Comunque gli aiuti all'Opera e i Gruppi di Preghiera erano due cose ideologicamente distinte.
Per volere di Padre Pio, Sanguinetti stabilì la sede del Centro Gruppi nella Casa Sollievo della Sofferenza con il proposito di seguire i principi generali della spiritualità francescana in adesione alla dottrina della Chiesa Cattolica, in particolare occupandosi di assistenza ai malati, educazione della gioventù, sostegno alla vita, aiuto ai poveri, comunicazioni sociali.
Fin dall'origine ogni iniziativa doveva essere in sintonia con la programmazione pastorale della Chiesa locale e diocesana. Il Centro ancora oggi, sulla linea tracciata da Sanguinetti, segue la formazione, l’organizzazione e la vita dei Gruppi di Preghiera che nel tempo sono cresciuti dai 31 del 1954 ai 3.341 del 2018, così dislocati: 369 nel Lazio, 326 in Sicilia, 305 in Puglia, 280 in Campania, 187 in Abruzzo, 151 in Lombardia, 147 in Calabria, 138 in Emilia-Romagna, 125 in Toscana, 113 nelle Marche, 98 in Piemonte, 79 in Sardegna, 68 in Umbria, 66 nel Veneto, 53 in Basilicata, 43 in Liguria, 29 in Molise, 19 in Friuli Venezia Giulia, 17 in Trentino-Alto Adige, 1 in Valle d’Aosta. A questi se ne aggiungono ulteriori 727 all'estero, divisi in 58 stati. La loro attività e gli avvenimenti dell’Opera di Padre Pio sono seguiti dalla Rivista mensile “La Casa Sollievo della Sofferenza”.

## La Rivista "La Casa Sollievo della Sofferenza"
La rivista “La Casa Sollievo della Sofferenza” nasce nel settembre del 1949 come un bollettino di poche pagine per diffondere l’idea del sollievo della sofferenza di Padre Pio. Fondato e diretto dal dottor Guglielmo Sanguinetti, il mensile è stato registrato il 10 ottobre 1949 con il numero 19 presso il Tribunale di Foggia.
La rivista conquistò subito l’interesse dei figli spirituali e devoti di Padre Pio, che vi trovavano, oltre a notizie sull'Ospedale che andava sorgendo, anche contenuti sui Gruppi di Preghiera che, ispirati e sollecitati da Padre Pio, nascevano dappertutto in Italia e nel mondo.
Fino alla sua morte, Sanguinetti ha personalmente seguito la rivista curando sia l’Editoriale che i contenuti riguardanti la costruzione dell’ospedale e le notizie sui Gruppi di Preghiera. Nella Rivista è scritta tutta la storia della Casa Sollievo, dalla costituzione del Comitato promotore dell’Opera di Padre Pio (9 gennaio 1940) e della Società Immobiliare "Casa Sollievo della Sofferenza"(5 ottobre 1946) all'apertura del primo Poliambulatorio (26 luglio 1954).
La rivista è l’Organo ufficiale dei Gruppi di Preghiera e dell’Opera di San Pio da Pietrelcina ed ha una tiratura mensile di 40 000 copie (dati del 2018). Seguendo le direttive di Sanguinetti ancora oggi ha lo scopo di diffondere nel mondo: l’insegnamento autentico di Padre Pio, gli avvenimenti e le attività dell’Opera, in particolare quelle legate ai Gruppi di Preghiera; le testimonianze di chi ha conosciuto Padre Pio e di quanti oggi vengono a contatto con il suo mondo; il Magistero del Papa e della Chiesa sui temi che riguardano la famiglia e la vita cristiana; l’informazione sull'attività ospedaliera e scientifica.

## Opere
- L'Opera di Padre Pio canto d'amore e di speranza, San Giovanni Rotondo, Edizioni Casa Sollievo della Sofferenza, 2001;
- Rivista "La Casa Sollievo della Sofferenza", editoriale e articoli vari dal 1949 al 1954.